# Немецродо
Немецродо (мар. Немыч) — деревня в Советском районе Республики Марий Эл. Входит в состав Верх-Ушнурского сельского поселения.

## Географическое положение
Находится в центральной части республики Марий Эл на расстоянии приблизительно 8 км по прямой на восток от районного центра посёлка Советский.

## История
В 1802 году в Немецродо проживали 45 душ. В 1851 году здесь насчитывалось 40 дворов. В 1909 году в Немецродо проживали 110 человек, В 1939 году численность населения составляла 131 человек, В 1965 году в 35 домах проживали 118 человек. В 1975 году ниже деревни на реке Верка была построена плотина. В 1985 году в деревне оставалось 13 хозяйств с населением 52 человека. В советское время работали колхозы «Пятилетка», имени Ленина и «У илыш».

## Население
Население составляло 39 человек (мари 100 %) в 2002 году, 34 в 2010.